# Andrés Navarro García
Andrés Navarro García (Bonao, Provincia de La Vega; 4 de febrero de 1964) es un arquitecto, escritor, catedrático y político dominicano. Es hijo de Ynosencio Navarro y Josefa García. Esta casado con la arquitecta María Luisa Ramírez, con quien ha procreado dos hijos; Andrés y Amelia. 
Realizó sus estudios primarios en el Colegio Don Bosco de los Salesianos, y los superiores en la Universidad Autónoma de Santo Domingo, donde obtuvo el título de Licenciado en Arquitectura, efectuando luego estudios en Urbanismo en la Universidad Nacional Autónoma de México (UNAM); Pasantía en Vivienda Popular en San José, Costa Rica; y en Planificación Urbana en Lima, Perú. En pos de perfeccionar sus conocimientos realizó diversos cursos en la Universidad Nacional de Medellín, Colombia; Guatemala; Bogotá, Colombia; Quito, Ecuador, y en la Universidad Complutense de Madrid, España.
Debido a su inclinación por el ámbito político, en el año 2002 realizó estudios en Gobierno y Políticas Públicas en la Facultad Latinoamericana de Ciencias Sociales (FLACSO). Desde su vida estudiantil desarrolló una intensa labor social con comunidades rurales y urbanas, inspirado en la doctrina social de la iglesia y en la no violencia activa, participando en agrupaciones estudiantiles y organizaciones no gubernamentales, acrecentando así su anhelo por el desarrollo de la República Dominicana, y el deseo de promover un Gobierno pulcro, ético y moral, así como un mayor fortalecimiento del Estado dominicano, decidiéndose a incursionar en la Política desde el año 1997.

## Vida política
Fue designado Ministro de Educación el 16 de agosto de 2016, mediante el decreto 201-16: Art. 9. Hasta el momento de su designación, se desempeñó como ministro de Relaciones Exteriores de la República Dominicana desde el 15 de septiembre de 2014. Anteriormente fungió como director general del Gabinete del Ministerio de Obras Públicas y Comunicaciones, 2014, secretario general del Ayuntamiento del Distrito Nacional, 2008; Director adjunto del Programa de Apoyo a la Reforma y Modernización del Estado (PARME) 2005 - 2008; director general de Planeamiento Urbano, Ayuntamiento Distrito Nacional, 2002.
En 2015, el gobierno de la República de China le otorgó el Orden de la Estrella Brillante en calidad de Gran Cordón, el segundo rango más prestigioso, por “sus apreciables aportaciones a los lazos diplomáticos y de cooperación” con la República, firmando también un acuerdo para fomentar el desarrollo de la industria del bambú en la República Dominicana.

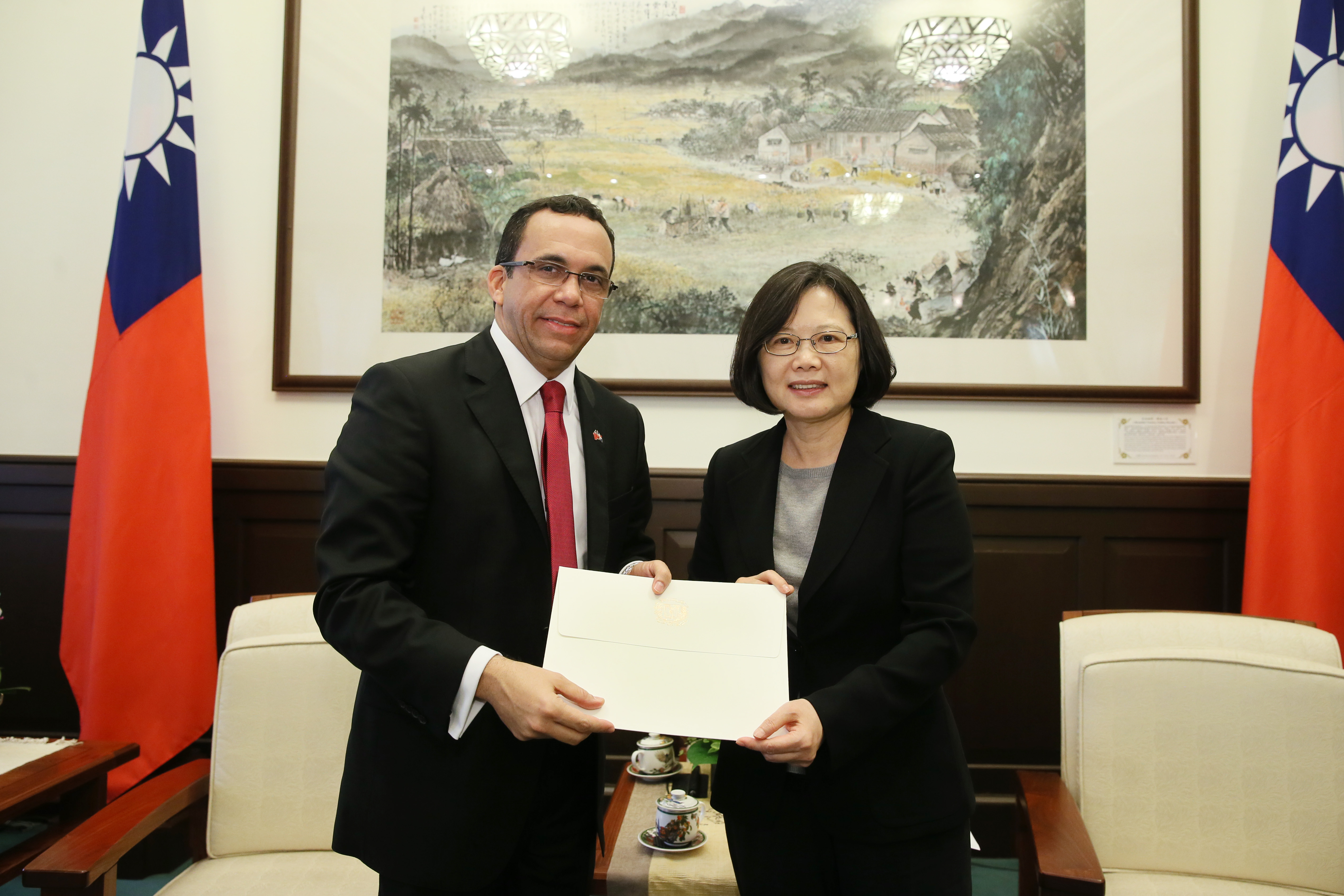

En febrero de 2019, Navarro renuncia a su posición como Ministro de Educación para competir como precandidato a la presidencia de la República Dominicana a lo interno del Partido de la Liberación Dominicana (PLD). Aunque Navarro no fue favorecido con la candidatura dentro de su partido, siempre ha mostrado sus firmes convicciones sobre la necesidad de promover un nuevo PLD evocado a las causas sociales y el deseo de que la nación cuente con candidatos poli-técnicos: con capacidad de administrar para solucionar conflictos y capacidad de discernir en base al conocimiento. 

## Carrera política
Andrés Navarro García se ha desempeñado como 
- Director de Política Nacional de Desarrollo Urbano, CONAU (Actual DGODT) – 1998[3]
- Director general de Planeamiento Urbano, Ayuntamiento Distrito Nacional – 2002.
- Director adjunto del Programa de Apoyo a la Reforma y Modernización del Estado – PARME – 2005 - 2008.
- Secretario técnico del Ayuntamiento del Distrito Nacional – 2008 - 2012.[4]
- Secretario general del Ayuntamiento del Distrito Nacional – 2012 - 2014.[5]
- Director de Gabinete del Ministerio de Obras Públicas[6] desde abril hasta septiembre del 2014 cuando fue nombrado mediante el decreto presidencial 332-14 Ministro de Relaciones Exteriores de la República Dominicana, hasta el 16 de agosto de 2016[7]
- Ministro de Educación - 16 de agosto del 2016 - 17 de febrero del 2019[8]

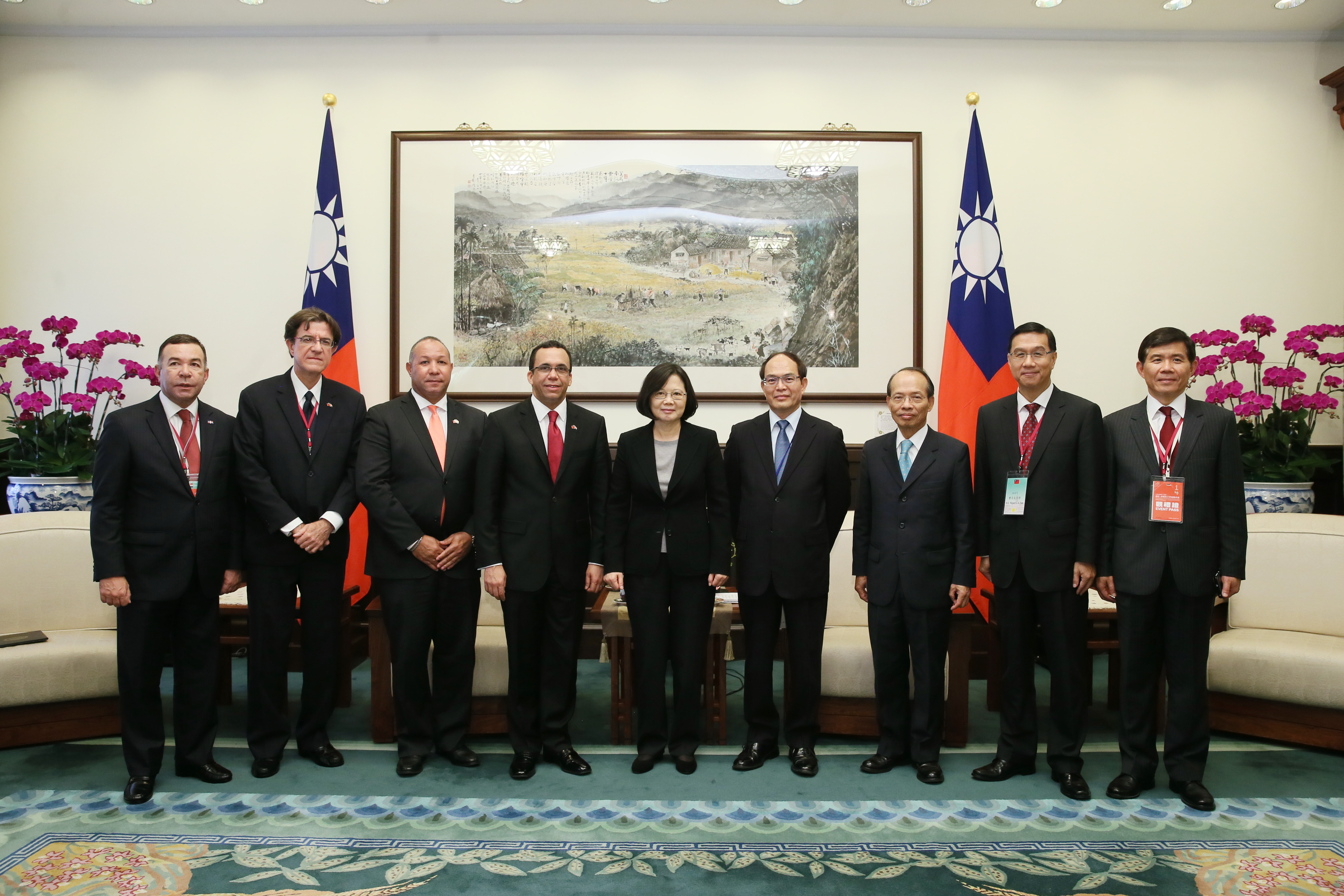